# Acy-en-Multien
Acy-en-Multien – miejscowość i gmina we Francji, w regionie Hauts-de-France, w departamencie Oise.
Według danych na rok 1990 gminę zamieszkiwało 766 osób, a gęstość zaludnienia wynosiła 67 osób/km² (wśród 2293 gmin Pikardii Acy-en-Multien plasuje się na 375. miejscu pod względem liczby ludności, natomiast pod względem powierzchni na miejscu 356.).